# Гуарани (футбольный клуб, Жуазейру-ду-Норти)
«Гуарани» (порт.-браз. Guarani Esporte Clube) — бразильский футбольный клуб представляющий город Жуазейру-ду-Норти из штата Сеара.

## История
Клуб основан 10 апреля 1941 года, домашние матчи проводит на арене «Ромейран», вмещающей 15 000 зрителей. Главным достижением «Гуарани» является второе место в чемпионате штата Сеара в 2011 году. В 2011 году клуб выступал в Серии D Бразилии и занял по итогам сезона 23-е место. Вернулся в Серию D в 2015 году, заняв 37-е место, в 2016 году финишировал на 64-м месте.

## Достижения
- Вице-чемпион Лиги Сеаренсе (1): 2011